# سيكشن زد
سيكشن زد (بالإنجليزية: Section Z)، هي لعبة فيديو من تطوير ونشر شركة كابكوم، صدرت اللعبة في منصة آركيد سنة 1985، وتعمل على منصات آركيد، ونينتندو إنترتينمنت سيستم.